# Rhynchobapta flavicostaria
Rhynchobapta flavicostaria är en fjärilsart som beskrevs av John Henry Leech 1897. Rhynchobapta flavicostaria ingår i släktet Rhynchobapta och familjen mätare. Inga underarter finns listade.